# فرودگاه بین‌المللی آمادوو نروو
فرودگاه بین‌المللی آمادوو نروو (به انگلیسی: Amado Nervo International Airport) (به زبان بومی: Tepic Airport) یک فرودگاه همگانی مسافربری با کد یاتا TPQ است که یک باند فرود آسفالت دارد و طول باند آن ۲۳۰۰ متر است. این فرودگاه در کشور مکزیک قرار دارد و در ارتفاع ۹۲۰ متری از سطح دریا واقع شده است.